# تپه چیابل۱
تپه چیابل۱ در شهرستان سلسله (الشتر)، بخش مرکزی، دهستان دوآب، ۳۰۰ متری جنوب روستای چیابل واقع شده و این اثر در تاریخ ۳۰ بهمن ۱۳۸۶ با شمارهٔ ثبت ۲۱۲۳۶ به‌عنوان یکی از آثار ملی ایران به ثبت رسیده است.